# Velikonoční masakr
Velikonoční masakr byla tragická událost, ke které došlo na velikonoční pondělí 22. dubna 1946 na severu tehdejšího Československa, ve Frýdlantském výběžku, mezi obcemi Lázně Libverda a Hejnice. Odpoledne toho dne vyrazila skupina dvou německých dívek a stejného počtu chlapců k Jizerské chatě u Lázní Libverdy. Netušili, že je sleduje parta pěti českých chlapců, jejíž tři členové mají s sebou pistole a náboje. V selské pískovně mezi Hejnicemi a Lázněmi Libverdou se skupina Němců zastavila v jedné tamní boudě. Když k ní dorazila parta chlapců, rozvažovali Češi, co s Němci udělají. Jak přemítali nad různými variantami, uvolnil se ze skalky kámen, který se skutálel a zastavil se o boudu, v níž byli Němci. Oba chlapci vyšli z boudy ven, aby zjistili situaci, když v tom proti nim vyrazila parta českých hochů s namířenými zbraněmi. 
Jakmile útočníci shromáždili všechny čtyři Němce, zvažovali, co s nimi provedou. Nakonec se jeden z Čechů, Zdeněk Mach, rozhodl, že je všechny postřílí. Protože však neměl ve své zbrani dostatek nábojů, musel si pistoli vypůjčit. Při předávání vyšel náhodný výstřel, jenž Macha tak rozhodil, že začal do Němců bezhlavě pálit. Jedna Němka byla na místě mrtvá, druhá zraněná a v bezvědomí padl k zemi rovněž i jeden z německých chlapců. Češi se po střelbě rozutekli, nicméně postupně se na místo tragédie vraceli. Zraněná Němka prosila útočníky o pomoc, ale ti jí nepomohli a naopak ji Mach zastřelil ranou do týla. Když se německý chlapec probral z bezvědomí, doplazil se do libverdského statku, odkud mu zavolali lékařskou pomoc a uvědomili o události i hejnické strážníky. Ti ještě ten den večer vyrazili zatknout Macha, který ale ze strachu, když je spatřil, spáchal sebevraždu. Ze soudního přelíčení poté vzešlo, že pachatelem neštěstí byl zastřelený Mach. Nejstarší z party českých chlapců dostal jednoroční trest s podmínkou na pět let a zbylá trojice musela nastoupit do diagnostického ústavu.
Československé úřady se po tragédii obávaly rizika možných nepokojů ze strany původního obyvatelstva. Přikázaly proto uskutečnit pohřeb zavražděných dívek pouze v kruhu nejužší rodiny. Následně po uložení těl zemřelých do hrobů na hejnickém hřbitově urychleně pozůstalou rodinu vystěhovaly do Německa.

## Historie

### Skupina Němců

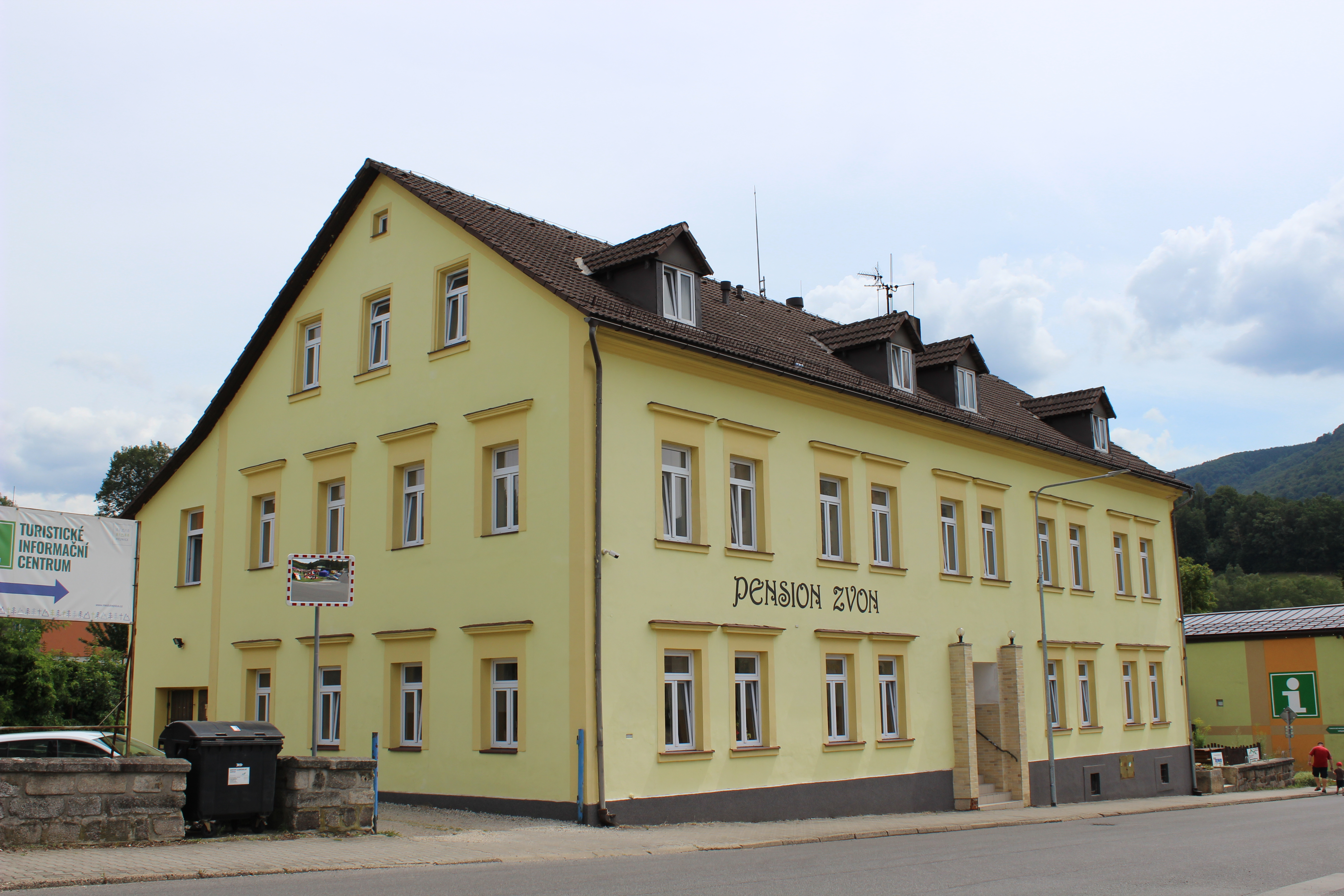
Dům, v němž bydlela Doris Jesenská (2024)

V Hejnicích na konci druhé světové války žila rodina Ernsta Jesenského. S manželkou Annou, která zemřela na jaře 1945 na tuberkulózu, měli dvě dcery, starší Ilsedore Mariu, jíž bylo v době tragédie v roce 1946 patnáct let, a její sestru, čtyřletou Ursulu. Žili v domě číslo popisné 295. Ilsedore, zvaná Ilse, měla dlouhé blond vlasy a přes svůj mladý věk byla velmi pohlednou slečnou.
Ilse se domluvila se svou sestřenicí, téměř osmnáctiletou Doris Elfridou Jesensky, zvanou Doris, která bydlela v domě číslo popisné 279 naproti hejnickému františkánskému klášteru, že se na velikonoční pondělí 22. dubna 1946 po obědě potkají a společně po úzké silničce vyrazí k železniční stanici v Bílém Potoce, kde budou mít u tamní výtopny kolem 14. hodiny sraz se svými kamarády Walterem Schildem a Heraldem Seidlem. S Waltrem Ilse chodila. Jeho rodina nepatřila k místním starousedlíkům. Přistěhovali se do Hejnic v lednu roku 1944 z Rumburku, kde jeho otec Hermann pracoval u železnice. Na dráze, v bělopotocké výtopně, pracoval i otec druhého z chlapců. Mládež se potkala na křižovatce u výtopny a domluvila se, že spolu vyrazí směrem k Jizerské chatě u Lázní Libverdy.

### Parta českých chlapců

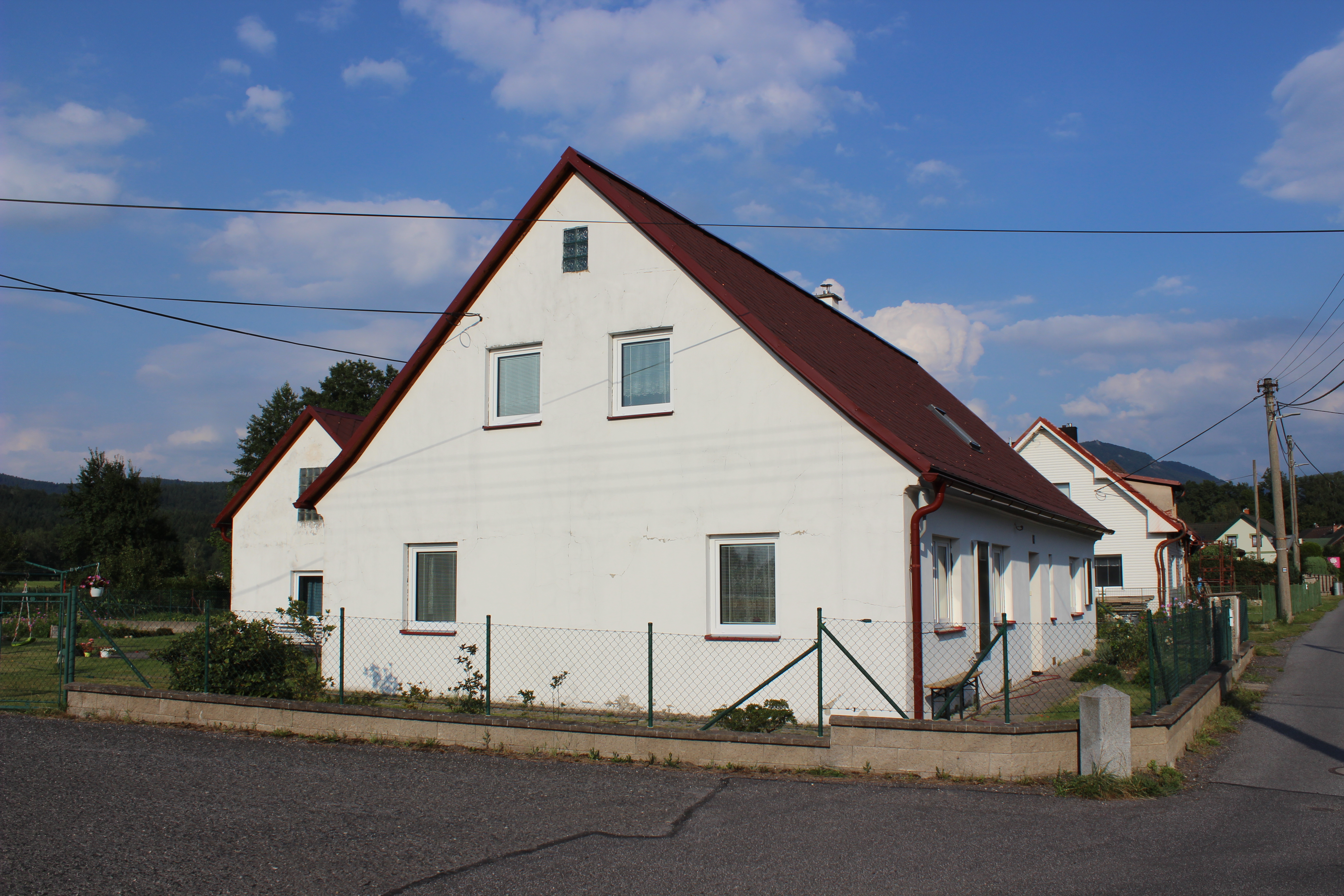
Dům Ernsta Jesenského (2024)

Nedaleko domu Ernsta Jesenského, kde s Ilse a Ursulou společně bydleli, stála za železniční tratí stodola. V ní měl svou dílnu Jaroslav Mach, ve které se v tu dobu, co Ilse s Doris vyrážely za svými kamarády, sešli Machův patnáctiletý bratr Zdeněk se svým synovcem, Jaroslavovým jedenáctiletým synem Čestmírem Reisnerem. Za nimi sem ještě dorazili třináctiletí Otomar Čáp a Jindřich Řehák spolu s kápem skupiny, osmnáctiletým Vladimírem Žižkou. Ani jeden z pětice chlapců nepocházel odtud z Frýdlantska, nýbrž se sem s jejich rodinami přistěhovali po válce z východních Čech, odkud lidé do Hejnic přicházeli například z Hořicka, Hradecka či Českomoravské vrchoviny. Mezi sebou měli chlapci i zbraně, které si na schůzku ve stodole přinesli. Nejstarší Vladimír Žižka vlastnil plně nabitou pistoli. Další pistoli měl i druhý nejstarší z kumpánů, Zdeněk Mach, ale obsahovala jen tři náboje, a zbraní disponoval rovněž nejmladší z party Čestmír Reisner, který do ní ovšem neměl náboje. Celkem tak měla skupina tři pistole a k nim jedenáct nebo dokonce dvanáct nábojů, protože Žižka se ostatním chlubil, že má již jeden náboj přímo v hlavni své zbraně.

### Sledování Němců a jejich masakr
Po čtrnácté hodině opustila parta chlapců místo setkání ve stodole a vyrazila prašnou cestou mezi poli směrem k Bílému Potoku. Najednou si všimli skupiny čtyř mladých lidí, kteří vyrazili podél lesa a mířili do míst, kde se nacházely malé selské pískovny, jež jsou v tu dobu po válce opuštěné. Byla to parta Ilse, Doris a jejich dvou přátel, kteří měli podle domluvy namířeno k libverdské Jizerské chatě. Jak je Žižka se svými druhy sledoval, dorazili k jedné z pískoven a ze staré boudy, jež tam stála, uslyšeli hlasy. Žižka v tu chvíli přišel s nápadem, že oba německé chlapce a starší z dívek Doris zastřelí a mladší, pohlednou Ilse znásilní. Ostatní souputníci z party s nápadem souhlasili.
Jak se dohadovali, uvolnil se ze skalky nad boudou kámen a skutálel se k ní. To uslyšela parta uvnitř a oba chlapci vyšli ven zjistit, co se děje. V tu chvíli proti nim vyrazila skupina českých chlapců a mířila na oba Němce svými zbraněmi. Mach jim poručil, aby dali ruce nad hlavu. Současně s tím vyzval kápo skupiny Žižka zbylé členy party, aby oba německé chlapce prohledali, zda u sebe nemají nějaké zbraně. Sám vyrazil do boudy pátrat po děvčatech. Ty sice mezi tím vylezly dírou v zadní stěně boudy ven a ukryly se za ní, ale i tak je našel. Následně nechal Žižka na cestě, která vedla kolem, všechny čtyři Němce postavit do půlkruhu. Nejmladší z Čechů, jedenáctiletý Čestmír Reisner, na ně neustále mířil svou pistolí a jednu z dívek navíc ještě udeřil do tváře, aby si přes svůj mladý věk u nich vydobyl respekt.
Dva nejstarší z Čechů, Žižka s Machem, začali rozvažovat, co se svými zajatci provedou. Nejprve je napadlo, že každý z Čechů zastřelí jednoho Němce. Jenže českých chlapců bylo pět a Němců jen čtyři, čili na jednoho z Čechů by se nedostalo. Mach následně přišel s návrhem, že sám všechny Němce postřílí. Realizaci jeho myšlenky ale znemožňovala skutečnost, že měl ve své zbrani pouze tři náboje, kdežto zajatci byli čtyři. Vypůjčil si tedy Žižkovu plně nabitou pistoli, jenže jak si zbraň mezi sebou předávali, vyšla z ní nečekaná rána. To Macha uvedlo do psychického stavu, kdy začal do stojící skupiny Němců bezmyšlenkovitě pálit. Všichni čtyři němečtí zajatci se okamžitě skáceli k zemi. Starší z děvčat, Doris, byla na místě mrtvá. Mladší Ilse sice dostala zásah, nicméně řádění přežila. Walter Schild ležel v bezvědomí a poslední z Němců, Herald Seidl, střelbu přežil.
Okamžitě po střelbě se členové chlapecké party rozutekli po blízkém okolí. Postupně si však dodávali kuráže a na místo masakru se útočníci vraceli. První dorazil nejmladší Reisner. Našel mrtvou Doris, žijící Ilse, která ho prosila, ať ji odvede domů, a v bezvědomí ležícího Waltera. Poslednímu z Němců se podařilo z místa činu utéct. Reisner se ale otočil a sám běžel za Čápem a Řehákem. Na místo činu následně dorazil nejstarší z party Žižka se svojí pistolí, kterou mu mezitím Mach vrátil. Zjistil, že Walter pomalu procitá z bezvědomí a začínal se zvedat. Okamžitě ho ze své zbraně střelil do zad a Walter opětovně padl k zemi. Následně i Žižka vyrazil za svými třemi souputníky a běželi do Hejnic. Když k nim dobíhali, uslyšeli další výstřel. Po chvilce se potkali i s posledním členem party Machem, jenž jim vylíčil, co se na místě masakru odehrálo po jejich odchodu.
Mach si totiž těsně po střelbě všiml, že poslední z Němců, Herald, se zdvihl a utíkal směrem k Lázním Libverdě. Vyrazil ho pronásledovat, ale již se mu ho nepodařilo dohonit. Vrátil se zpět na místo střelby, kde zjistil, že zmizel i Walter, kterého ale prozrazovaly zakrvavené stopy mířící kamsi pryč kolem boudy. Současně si Mach všiml, že zraněná Ilse ještě žila a i jeho prosila, aby ji pomohl dovést domů. Mach však místo pomoci k ní přistoupil a popravil ji ranou do týla. Poté vyrazil k Hejnicím za svými kumpány z party. Zraněný Walter se z posledních sil doplazil do libverdského statku, kde mu zavolali lékaře. Současně o celé věci zpravili příslušníky hejnického sboru národní bezpečnosti (SNB).

### Vyšetřování masakru a osud rodiny Jesensky
Oba německé chlapce převezli k ošetření do nemocnice ve Frýdlantě. Policisté ten den večer navíc informovali o vraždě dvou děvčat a zranění obou chlapců jejich rodiče. Současně příslušníci vyšetřovali, co se ve staré pískovně přihodilo. Večer vyrazili zatknout Zdeňka Macha, který bydlel v hejnické části Skřivánek. Otevřela jim paní Machová a když Mach zpoza okna uviděl policisty, ze strachu ze zatčení obrátil svou zbraň proti sobě a spáchal sebevraždu.
Následující den, v úterý 23. dubna, se zbylá čtveřice party chlapců sešla pod dozorem policie na místě činu, aby zde rekonstruovali tragické události předchozího dne. Po ní byl kápo party Žižka okamžitě odveden do vazební cely, kde strávil celou dobu do soudního přelíčení. Zbylí tři chlapci – Reisner, Čáp a Řehák – se postupně mezi sebou domluvili a všechnu vinu svalili na mrtvého Macha.

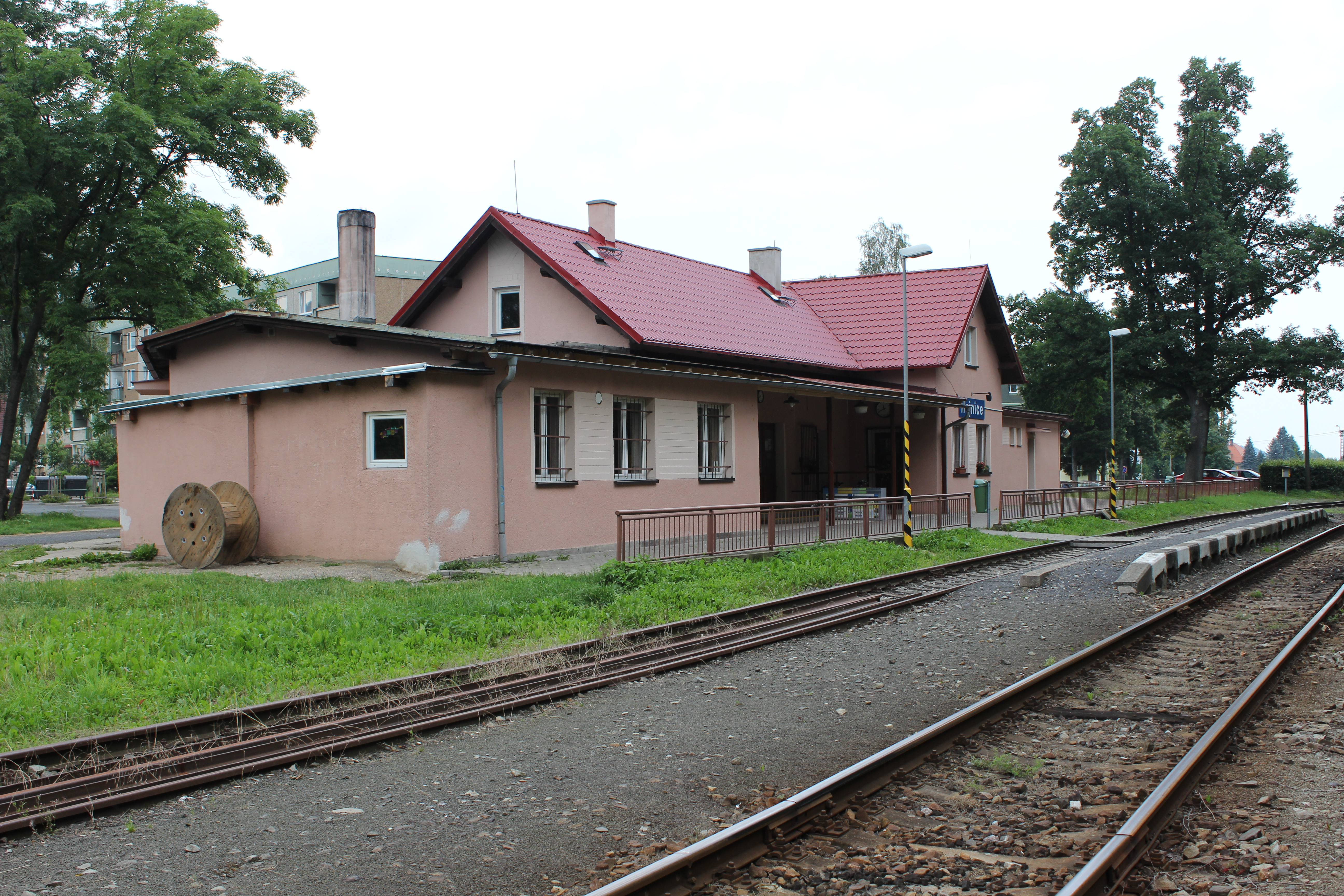
Budova hejnické železniční stanice (2016)

Místní úřady a samospráva se navíc v rozjitřené poválečné době snažily, aby událost veřejnost příliš neřešila. Pohřeb obou zavražděných dívek proto musel proběhnout pouze v nejužším rodinném kruhu, aby nemohl zavdat příčinu k demonstracím původního zdejšího německého obyvatelstva. Místní úřady se navíc rozhodly se rodiny Jesensky co možná nejdříve zbavit. Po osmi dnech od uložení těl dívek do hrobu na hejnickém hřbitově dostal Ernst Jesensky spolu se svojí rodinou příkaz k odsunu z Hejnic. Svůj majetek musel nechat na místě a s sebou si směl vzít zavazadlo s osobními věcmi o celkové hmotnosti nejvýše třiceti kilogramů. Šestého května v půl šesté ráno tak čekal Ernst Jesensky se svou dcerou Ursulou a svými rodiči na hejnické železniční zastávce, kde úředníkům místního národního výboru (MNV) odevzdal klíče od svého vlastního domu a po kontrole byli všichni nahnáni do jednoho z dobytčích železničních vozů přistaveného vlaku. Nejprve je vlak převezl do sběrného tábora ve Frýdlantě. Protože tam však pro ně nebyl dostatek místa, museli pokračovat do obdobného zařízení v Novém Městě pod Smrkem. Po sedmi týdnech pak pokračovali dál do Německa. Během kontrol ve sběrných lágrech navíc Jesenskému ze zavazadla kdosi ukradl šaty a kabát patřící jeho dceři Ilse, čímž přišel o jedinou památku na svou zavražděnou dceru, kterou si směl vzít z Hejnic s sebou.

### Soudní přelíčení
Po deseti měsících od střelby proběhl soud, jenž za pachatele označil Macha. Žižkovi prokázal pouze omezování lidské svobody a odsoudil ho za to k trestu v délce trvání jednoho roku s podmíněným odkladem na dobu pěti let. Střelbu do Waltra Schilda mu soud neprokázal. Všichni zbývající, nejmladší členové skupiny byli posláni na převýchovu do diagnostického ústavu.

## Pomník

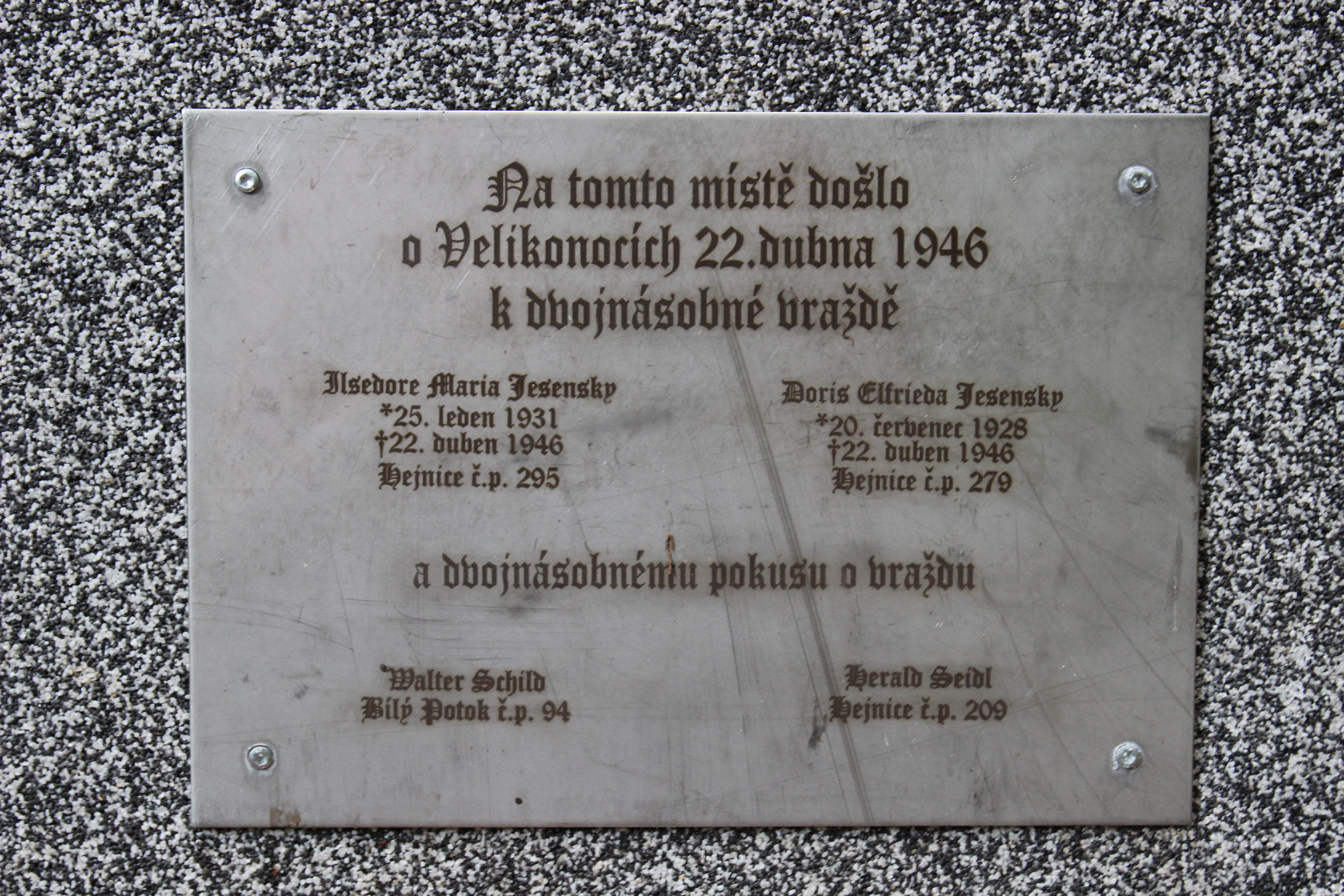
Tabulka na pomníku

V roce 2023 byl v místě masakru odhalen pomník, který vysvětil tehdejší hejnický farář Pavel Andrš. Na zřízení pomníku se vedle Andrše podíleli rovněž Magda Bittnerová, Iveta Juklíčková, Jiří Kořínek, Monika a Miroslav Machanovi spolu s Klárou a Jiřím Růžičkovými.